# Махмуд, Аяз
Аяз Махмуд (англ. Ayaz Mahmood, 24 мая 1964, Карачи, Пакистан) — пакистанский хоккеист (хоккей на траве), полузащитник. Олимпийский чемпион 1984 года.

## Биография
Аяз Махмуд родился 24 мая 1964 года в пакистанском городе Карачи.
Играл в хоккей на траве за ПИА из Карачи.
В 1984 году вошёл в состав сборной Пакистана по хоккею на траве на летних Олимпийских играх в Лос-Анджелесе и завоевал золотую медаль. Играл в поле, провёл 7 матчей, мячей не забивал.
В 1986 году в составе сборной Пакистана выиграл серебряную медаль хоккейного турнира летних Азиатских играх в Сеуле.
В 1982—1987 годах провёл за сборную Пакистана 110 матчей, забил 8 мячей.

## Семья
Отец Аяза Махмуда Махмуд-ул Хассан (род. 1924) также играл за сборную Пакистана по хоккею на траве, участвовал в летних Олимпийских играх 1948 и 1952 годов.